# Fiona O'Loughlin (personnalité politique)
Pour les articles homonymes, voir Fiona O'Loughlin.
Fiona O'Loughlin, née le 8 septembre 1965 à Rathangan, est une femme politique irlandaise, membre du Fianna Fáil, elle est élue au Seanad Éireann (chambre haute du parlement) pour le panel de l'administration depuis avril 2020.
Elle a auparavant été Teachta Dála (députée), dans la circonscription de Kildare South de 2016 à 2020. 